# Сан Вито (Верона)
Сан Вито (итал. San Vito) је насеље у Италији у округу Верона, региону Венето.
Према процени из 2011. у насељу је живело 14 становника. Насеље се налази на надморској висини од 23 м.